# جورج باركر (لاعب كريكت جنوب إفريقي)
جورج باركر (27 مايو 1899 - 1 مايو 1969) (بالإنجليزية: George Parker)‏ هو لاعب كريكت جنوب أفريقي. شارك مع منتخب جنوب أفريقيا الوطني للكريكت.

## وصلات خارجية
- جورج باركر على موقع إي آس بي آن كريك إنفو (الإنجليزية)